# El Paujil (paroisse civile)
Pour les articles homonymes, voir El Paujil.
El Paujil est l'une des trois paroisses civiles de la municipalité de Cajigal dans l'État de Sucre au Venezuela. Sa capitale est El Paujil.